# Kostjukowo (Kaliningrad, Bagrationowsk)
Kostjukowo (Костюково, deutsch Hasseldamm) war ein Ort in der russischen Oblast Kaliningrad (Gebiet Königsberg (Preußen)) im heutigen Munizipalkreis Rajon Bagrationowsk (Stadtkreis Preußisch Eylau).

## Geographische Lage
Die Ortsstelle von Hasseldamm resp. Kostjukowo liegt im südlichen Westen der Oblast Kaliningrad, 23 Kilometer nördlich der einstigen Kreis- und heutigen Rajonshauptstadt Preußisch Eylau (russisch Bagrationowsk).

## Geschichte
Haßelstam wurde um 1770 gegründet und hieß bereits vor 1785 und bis 1947 Hasseldamm. Das kleine Gut war nach Tharau (russisch Wladimirowo) im ostpreußischen Kreis Preußisch Eylau eingegliedert, bis 1928 in den Gutsbezirk Tharau, danach bis 1945 in die Landgemeinde Tharau.
Mit dem gesamten nördlichen Ostpreußen kam Hasseldamm 1945 in Kriegsfolge zur Sowjetunion. Erst 1947 erhielt der Ort  die russische Namensform „Kostjukowo“. Im gleichen Jahr wurde er in den neu gebildeten Wladimirowski selski Sowet (Dorfsowjet Wladimirowo (Tharau)) eingegliedert. Zunächst ließen sich hier noch Siedler nieder, dann aber war der Ort sehr bald verlassen und galt bereits lange vor 1969 als untergegangen. Die Ortsstelle liegt heute im Bereich des Rajon Bagrationowsk (Stadtkreis Preußisch Eylau) in der Oblast Kaliningrad (Gebiet Königsberg (Preußen)) in der Russischen Föderation.

## Religion
Die mehrheitlich evangelische Bevölkerung Hasseldamms war bis 1945 in das Kirchspiel der Kirche Tharau (Wladimirowo) in der Kirchenprovinz Ostpreußen der Kirche der Altpreußischen Union eingegliedert.

## Verkehr
Die Ortsstelle Kostjukowos resp. Hasseldamms liegt an einer Nebenstraße, die von Niwenskoje (Wittenberg) an der Regionalstraße 27A-017 (ex A 195, frühere deutsche Reichsstraße 128) bis nach hier führt.
Die nächste Bahnstation ist Wladimirowo an der Bahnstrecke Kaliningrad–Bagrationowsk der einstigen Preußischen Südbahn, bis 1945 außerdem die Bahnstation Tharau an der Kleinbahn Tharau–Kreuzburg, die nicht mehr betrieben wird.